# 28105 Santallo
28105 Santallo è un asteroide della fascia principale. Scoperto nel 1998, presenta un'orbita caratterizzata da un semiasse maggiore pari a 2,6341603 au e da un'eccentricità di 0,1464860, inclinata di 12,03614° rispetto all'eclittica.
L'asteroide è dedicato all'astronomo amatoriale statunitense Roland Santallo.